# Botun (ort)
Botun är en ort i Montenegro. Den ligger i den södra delen av landet, 8 km sydväst om huvudstaden Podgorica. Botun ligger 20 meter över havet och antalet invånare är 559.
Terrängen runt Botun är kuperad åt nordväst, men åt sydost är den platt. Runt Botun är det ganska glesbefolkat, med 48 invånare per kvadratkilometer. Närmaste större samhälle är Podgorica, 8,1 km nordost om Botun. Trakten runt Botun består till största delen av jordbruksmark.